# Real Gone
Real Gone — п'ятнадцятий студійний альбом автора-виконавця Тома Вейтса, виданий 2004 року.

## Про альбом
На альбомі є відомий протест проти війни в Іраку — пісня «Day After Tomorrow». Це одна з небагатьох подібних пісень у репертуарі Тома, політична тема його ніколи не цікавила. На підтримку альбому відбувся Real Gone Tour по Північній Америці та Європі. В кінці року Real Gone був названий журналом Harp найкращим альбомом 2004 року.

## Список композицій
| #   | Назва                     | Тривалість |
| --- | ------------------------- | ---------- |
| 1.  | «Top of the Hill»         | 4:55       |
| 2.  | «Hoist That Rag»          | 4:20       |
| 3.  | «Sins of My Father»       | 10:36      |
| 4.  | «Shake It»                | 3:52       |
| 5.  | «Don't Go into That Barn» | 5:22       |
| 6.  | «How's It Gonna End»      | 4:51       |
| 7.  | «Metropolitan Glide»      | 4:13       |
| 8.  | «Dead and Lovely»         | 5:40       |
| 9.  | «Circus»                  | 3:56       |
| 10. | «Trampled Rose»           | 3:58       |
| 11. | «Green Grass»             | 3:13       |
| 12. | «Baby Gonna Leave Me»     | 4:29       |
| 13. | «Clang Boom Steam»        | 0:46       |
| 14. | «Make It Rain»            | 3:39       |
| 15. | «Day After Tomorrow»      | 6:56       |
| 16. | «Chickaboom»              | 1:17       |

## Учасники запису
- Том Вейтс — вокал, гітара, чемберлін, перкусія, шейкер
- Брайан Мантіа — перкусія, хлопки
- Лес Клейпул — бас-гітара
- Гаррі Коді — гітара, банджо
- Марк Говард — дзвіночки, хлопки
- Марк Рібо — гітара, банджо
- Ларрі Тейлор — бас-гітара, гітара
- Тріша Вілсон — хлопки
- Кейсі Вейтс — барабани, перкусія, хлопки